# Zabriskie Point (luogo)

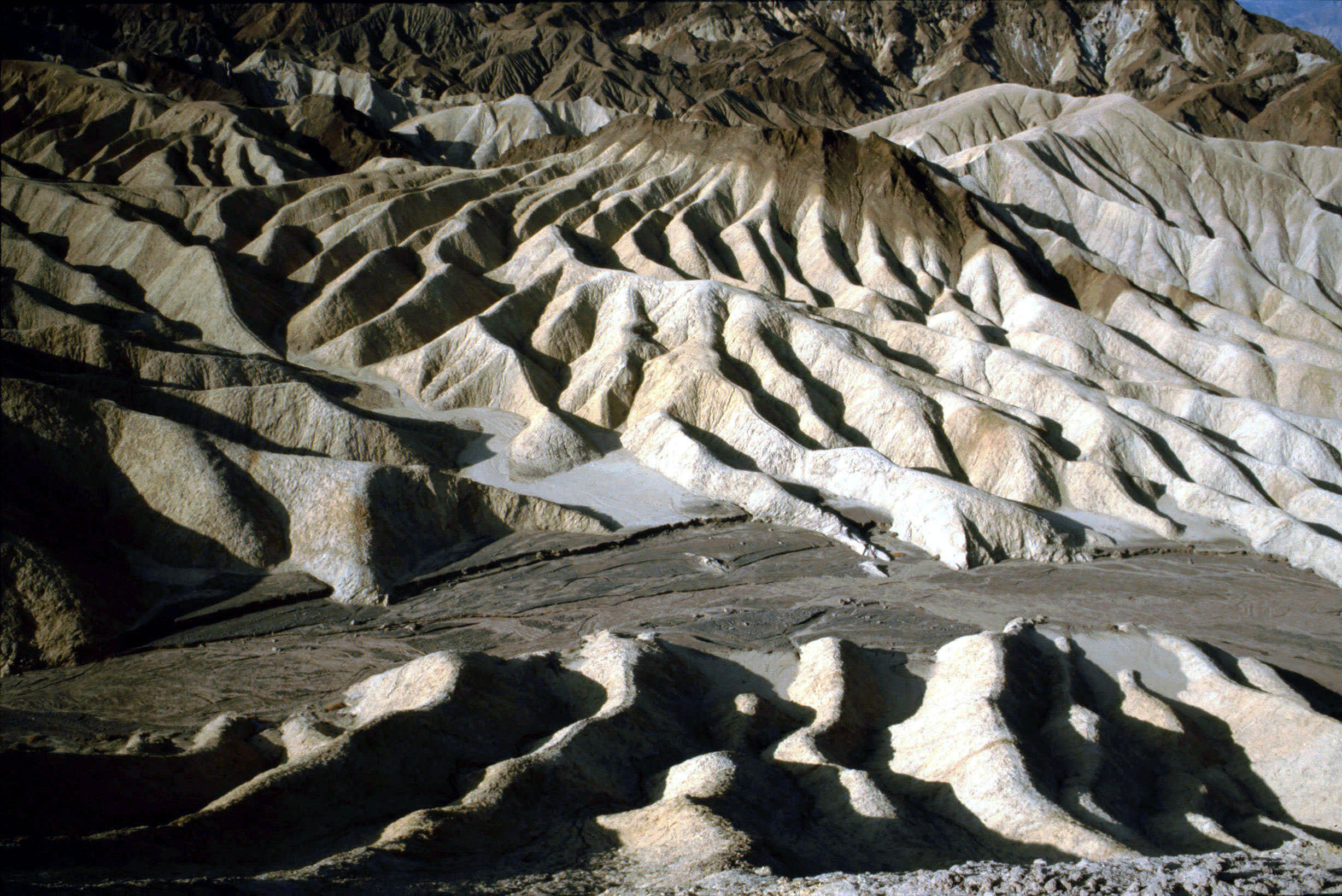
Gower Gulch visto da Zabriskie Point all'alba

Zabriskie Point (punto di Zabriskie in italiano) è una parte del Death Valley National Park nota per la bellezza del paesaggio di origine sedimentaria, vulcanica e in seguito erosiva. Si trova negli Stati Uniti, in California. La topografia del luogo la fa rientrare nella formazione Furnace Creek, chiamata popolarmente badlands perché in questa terra cattiva, a causa della siccità e del sale, non riesce a crescere alcuna pianta.

## Composizione
Zabriskie Point è composto da sedimenti provenienti da un antico lago, detto Furnace Creek, prosciugatosi 5 milioni di anni fa, molto tempo prima della formazione della Valle della Morte. A causa della deviazione di un vicino canale d'acqua, oggi questo luogo rischia di venire eroso.

## Etimologia
Il nome Zabriskie deriva da Christian Brevoort Zabriskie, che nei primi anni del XX secolo fu vicepresidente e general manager della Pacific Coast Borax Company, famosa per l'estrazione ed il trasporto di borace dalle miniere della Death Valley tramite i twenty mule teams, pariglie composte da diciotto muli e due cavalli.

## Il lago Furnace Creek

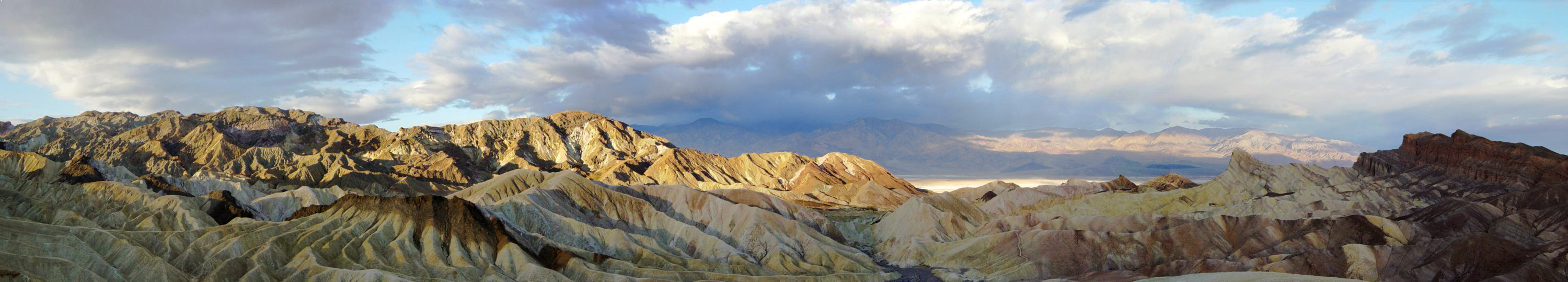
Panorama di Zabriskie Point all'alba

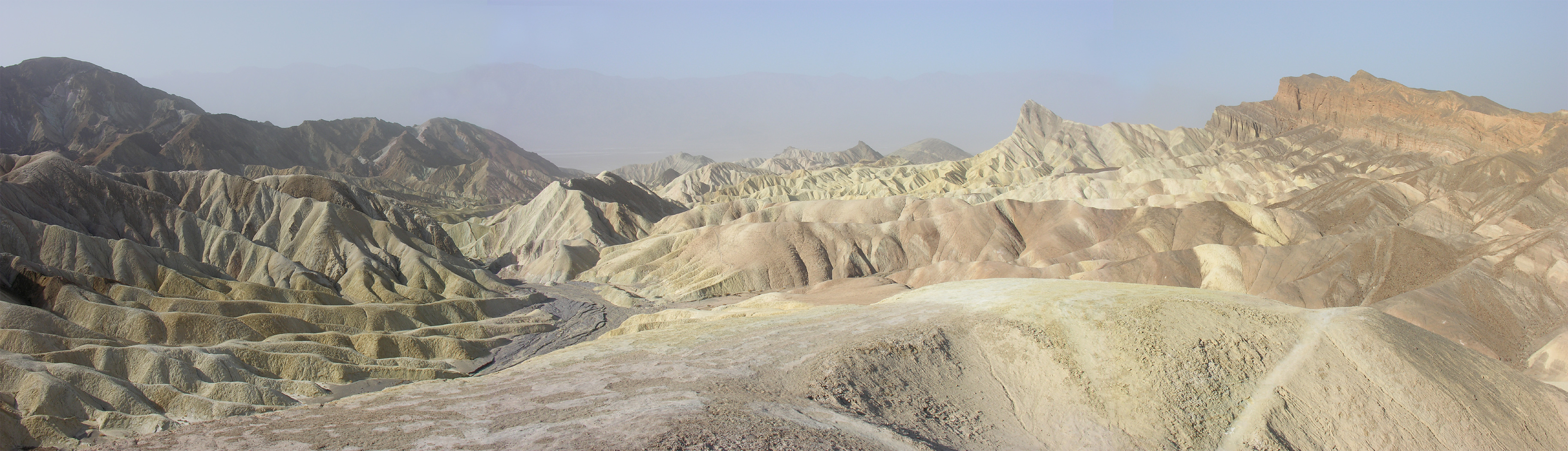
Zabriskie Point nella tarda mattinata

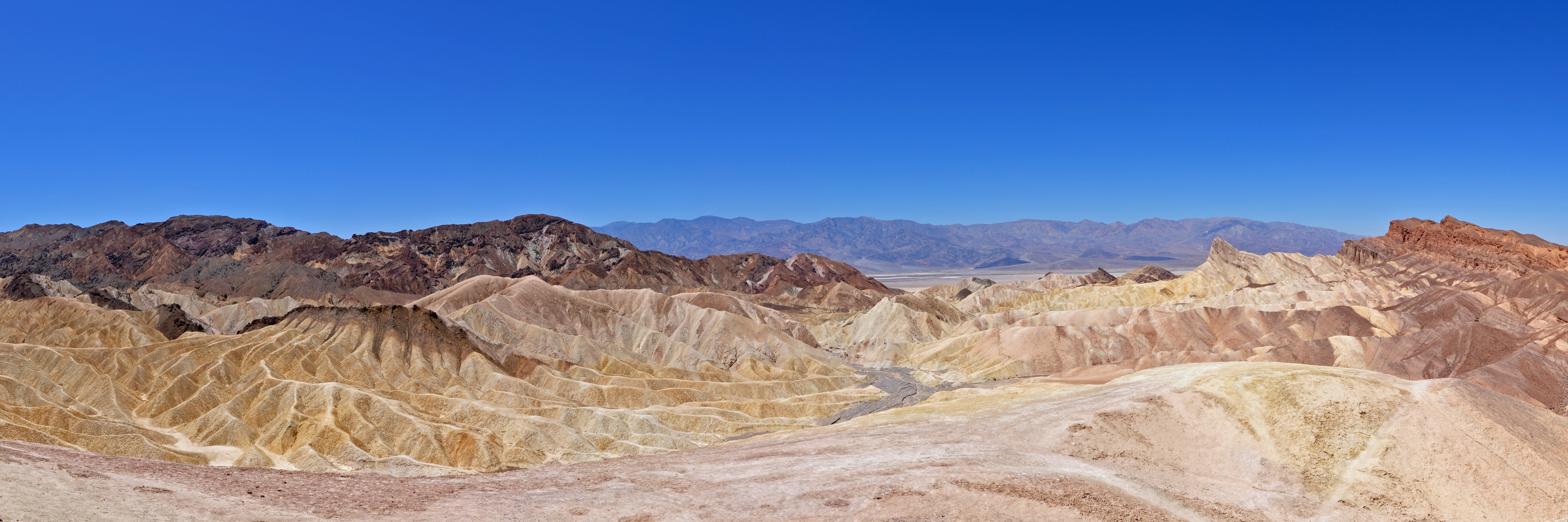
Zabriskie Point a mezzogiorno in agosto

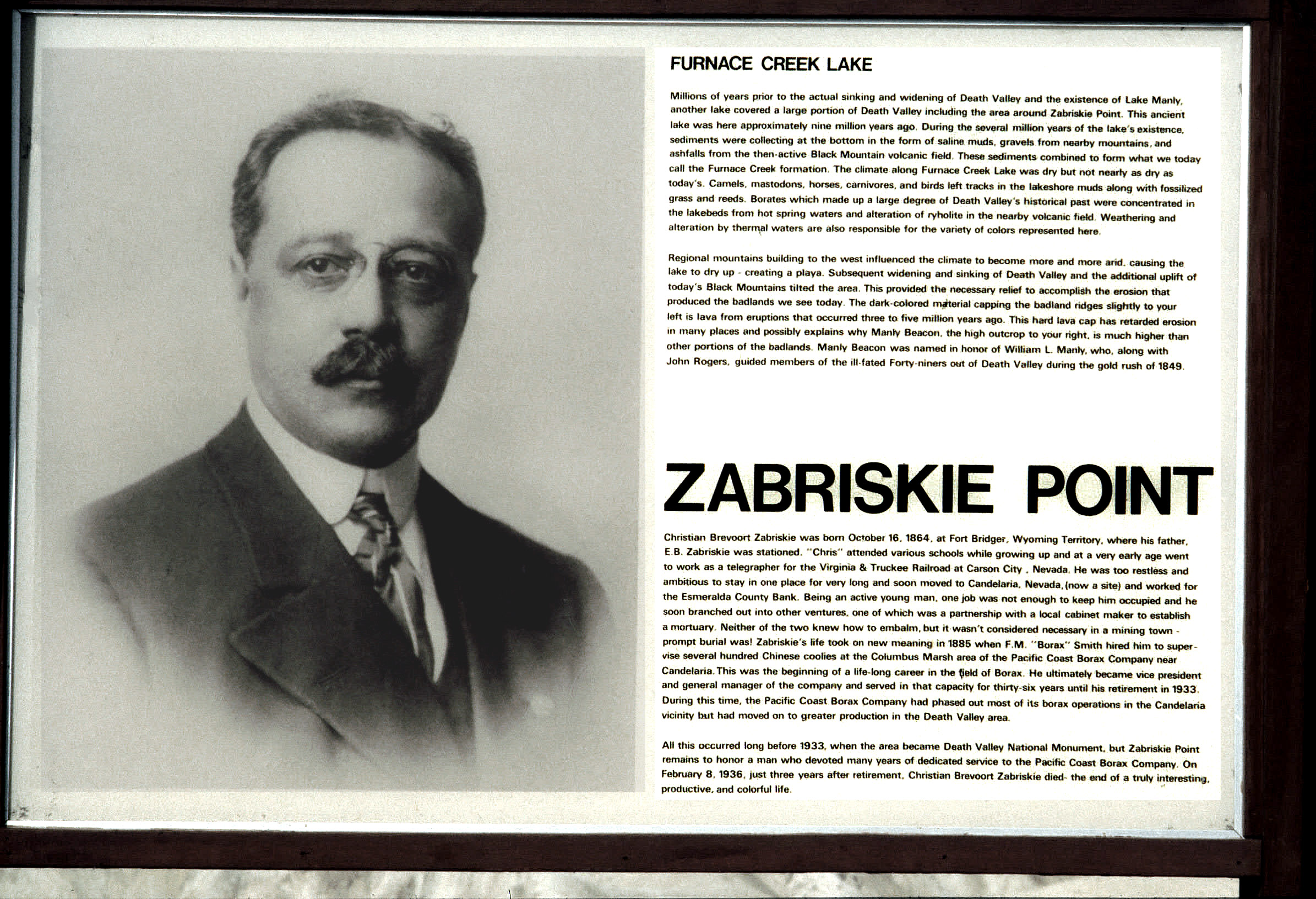
Cartello turistico a Zabriskie Point

Milioni di anni prima della formazione del lago Manly e dell'attuale abbassamento ed allargamento della Valle della Morte, questa era coperta da un altro lago (la cui formazione risale a 9 milioni di anni fa), assieme all'area che circonda Zabriskie Point. Nei successivi milioni di anni nel fondo del lago si sono creati sedimenti di fango salino, ghiaia proveniente dalle montagne circostanti e ceneri della zona vulcanica - allora attiva - delle Black Mountains. Questi sedimenti si combinarono a generare l'attuale Furnace Creek Formation. Il clima nei pressi del Furnace Creek era arido, ma non quanto oggi.
Nel fango intorno al lago si trovano impronte di cammelli, mastodonti, cavalli, carnivori ed uccelli, nonché di erba e giunchiglie fossili. I depositi di borati, che in passato erano presenti in gran parte della Valle della Morte, vennero concentrati nel fondo dei laghi dall'azione delle acque termali unita all'alterazione della riolite della vicina zona vulcanica. La meteorizzazione e le modifiche apportate dalle acque termali determinano anche la varietà di colori osservabile presso Zabriskie Point.
L'orogenesi verso ovest mutò il clima rendendolo più arido e causando il prosciugamento del lago e la creazione di una pianura. Il successivo allargamento ed abbassamento della Valle della Morte, combinato al sollevamento tettonico della catena collinare delle Black Mountains, cambiò l'aspetto della regione, rendendo possibile l'erosione che produsse i calanchi oggi visibili. Il materiale scuro che copre le creste dei calanchi è lava proveniente da eruzioni avvenute 3-5 milioni di anni fa.
Questa lava ha ritardato l'erosione in molti punti e potrebbe spiegare perché Manly Beacon, la formazione sulla destra nella foto, è più alta delle altre porzioni di calanchi. Manly Beacon fu chiamata così in onore di William L. Manly che durante la corsa all'oro del 1849 guidò assieme a John Rogers un gruppo di cercatori d'oro fuori dalla Valle della Morte.
La fonte principale di borati ammassati nella Valle della Morte è la Furnace Creek Formation, costituita da 1500 m di fango, silt e conglomerato.

## Riferimenti nel mondo della cultura
La località deve parte della sua fama all'omonimo film diretto da Michelangelo Antonioni nel 1970, girato proprio nel Gower Gulch.
Il filosofo Michel Foucault definì il trip avuto a Zabriskie Point la migliore esperienza della propria vita.

## Galleria d'immagini

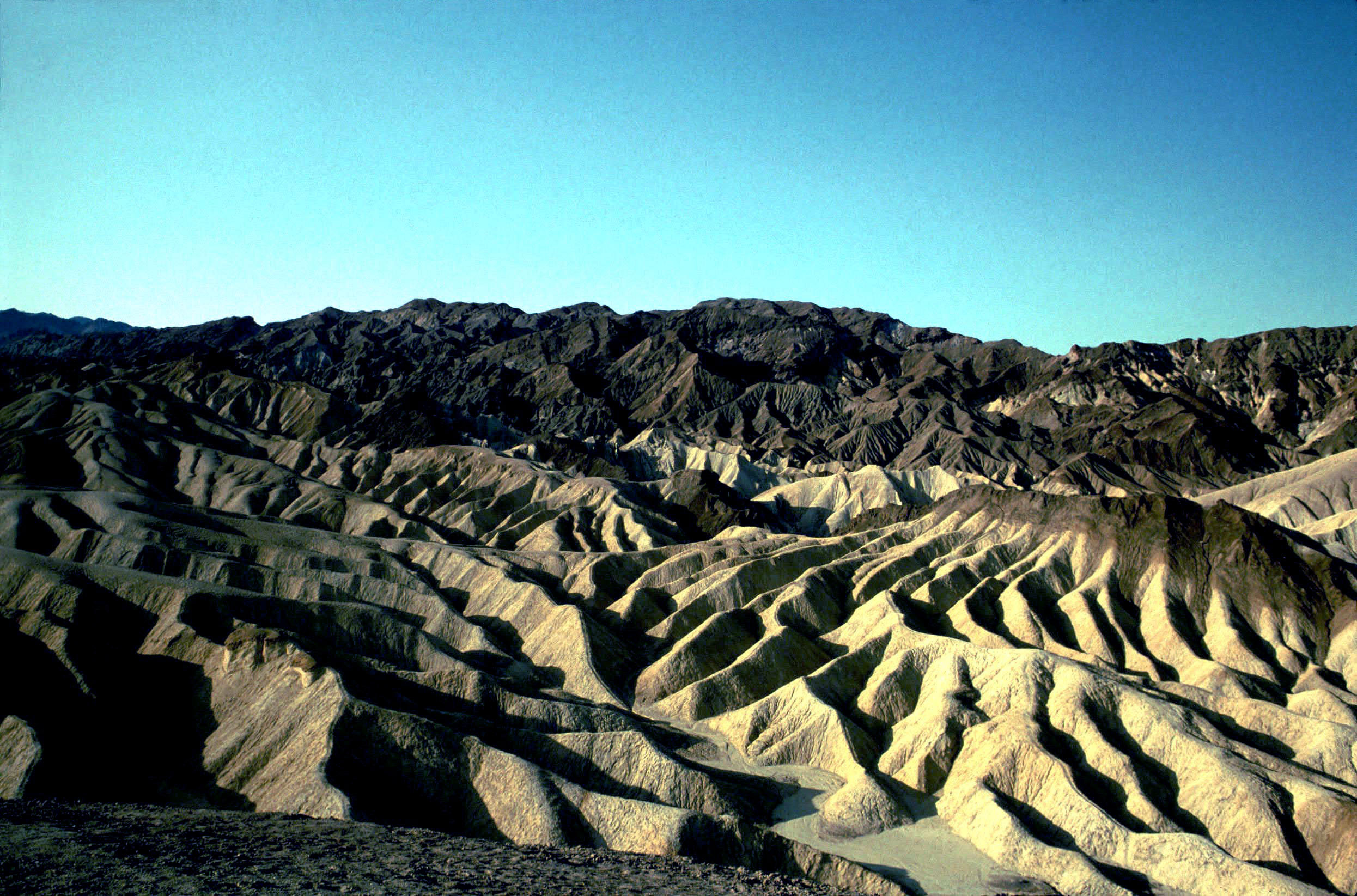
Badlands da Zabriskie Point
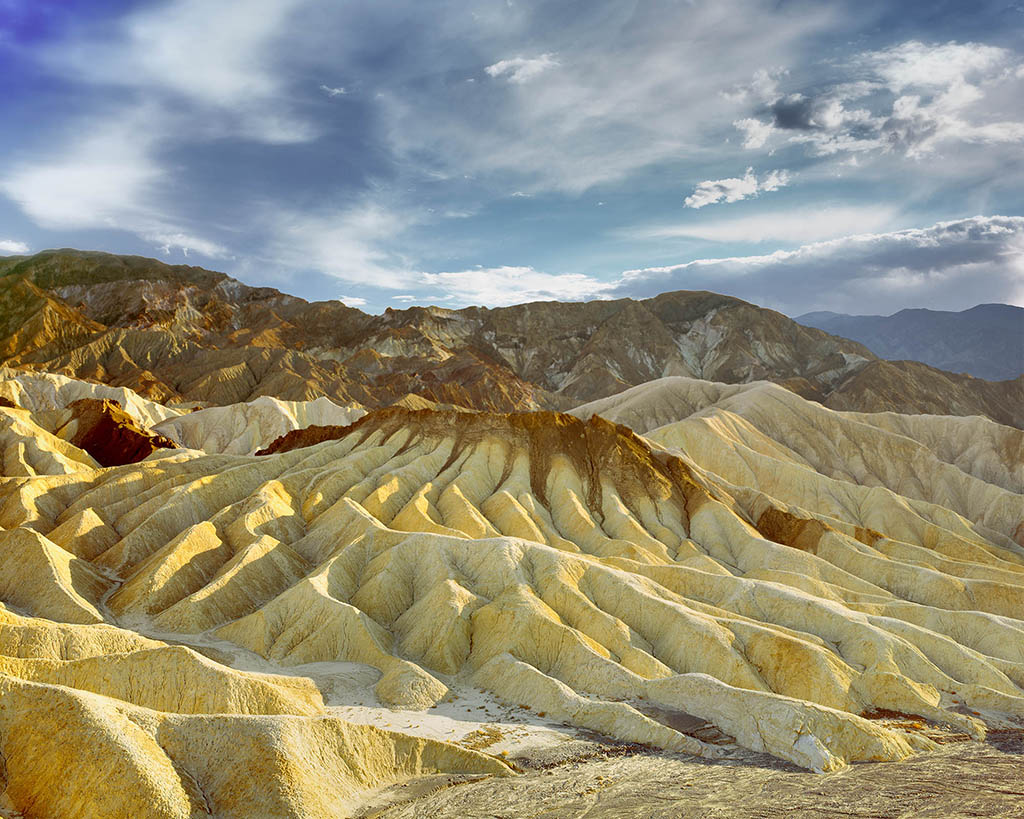
Badlands da Zabriskie Point
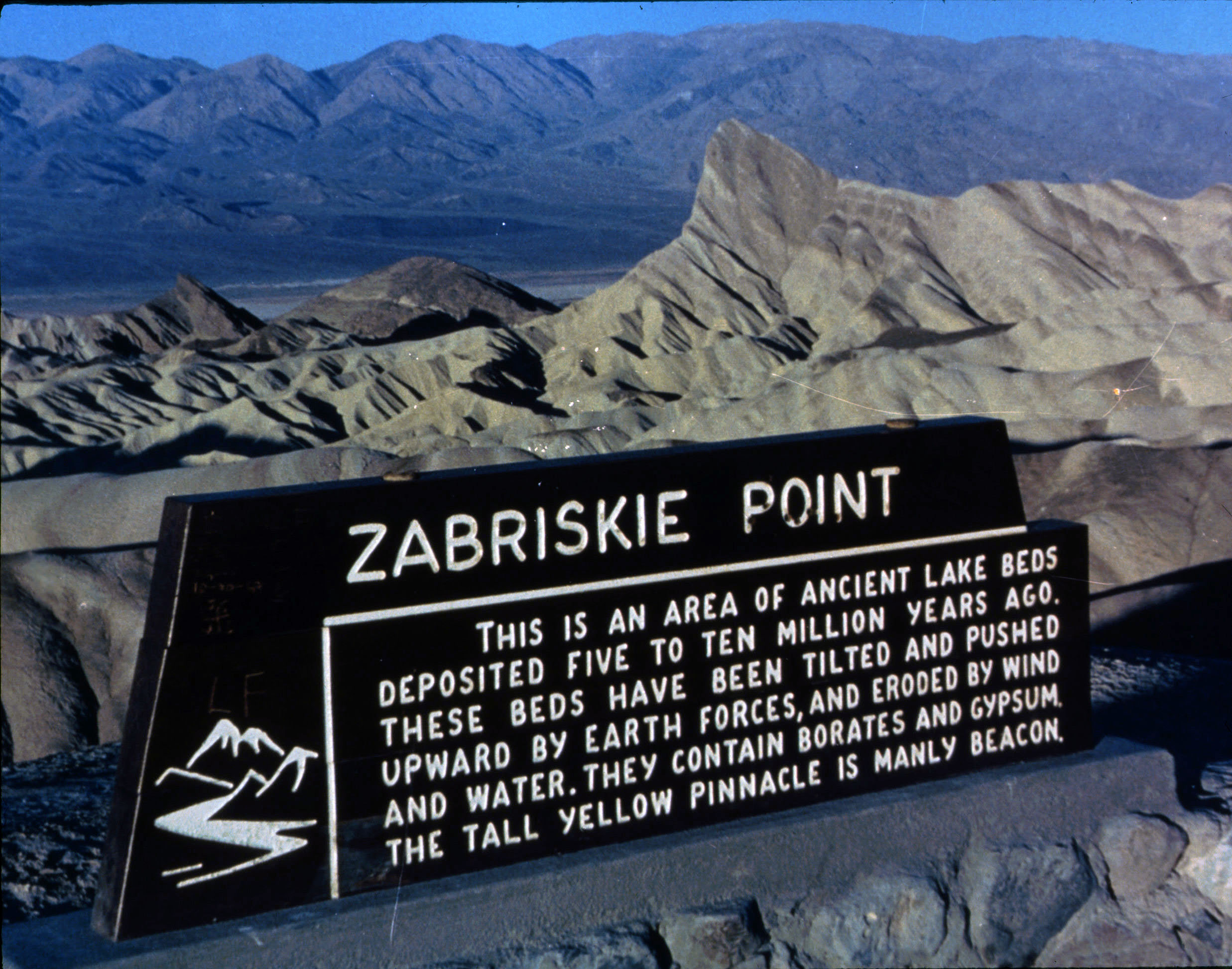
Cartello turistico a Zabriskie Point
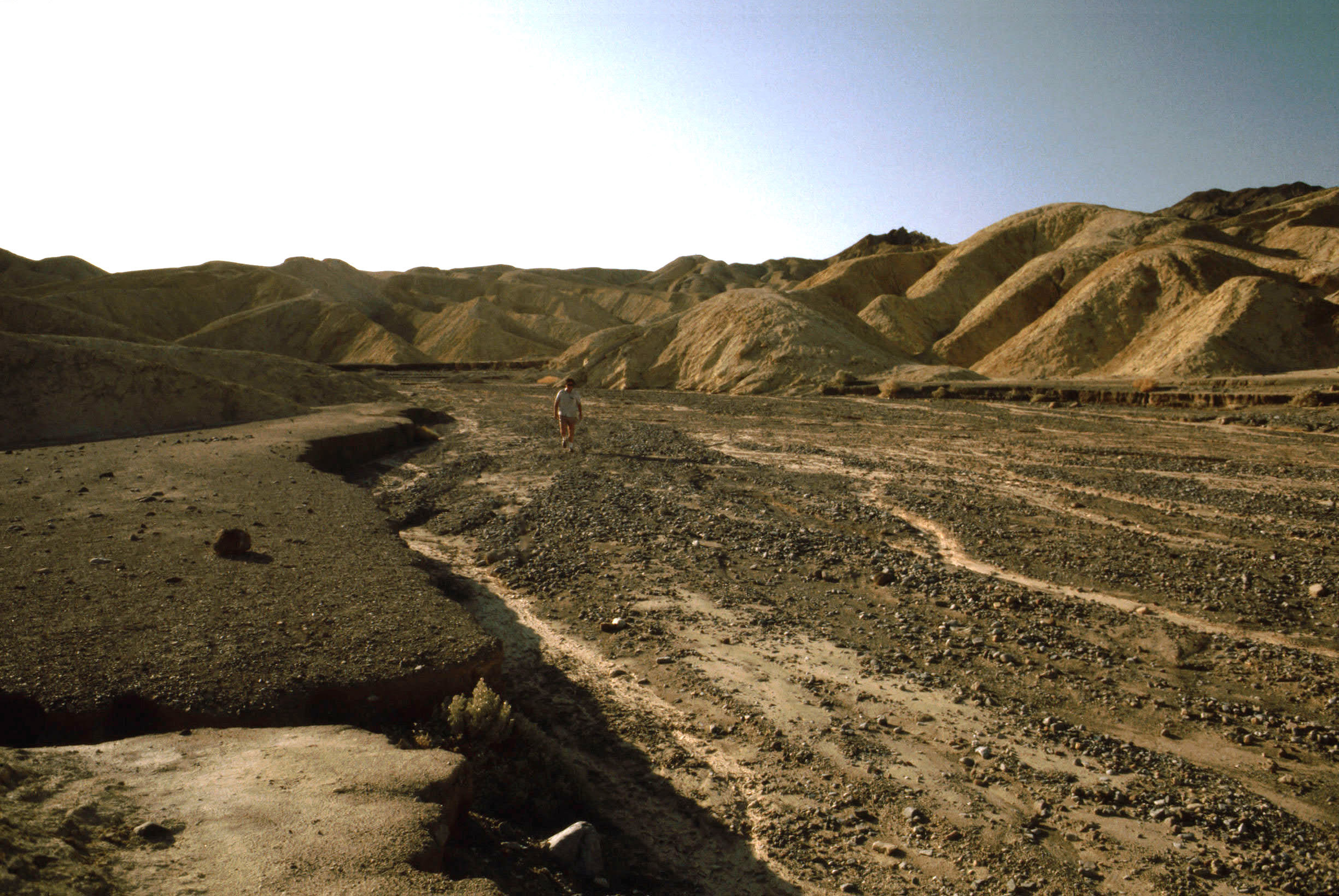
Sul fondo arido del Gower Gulch
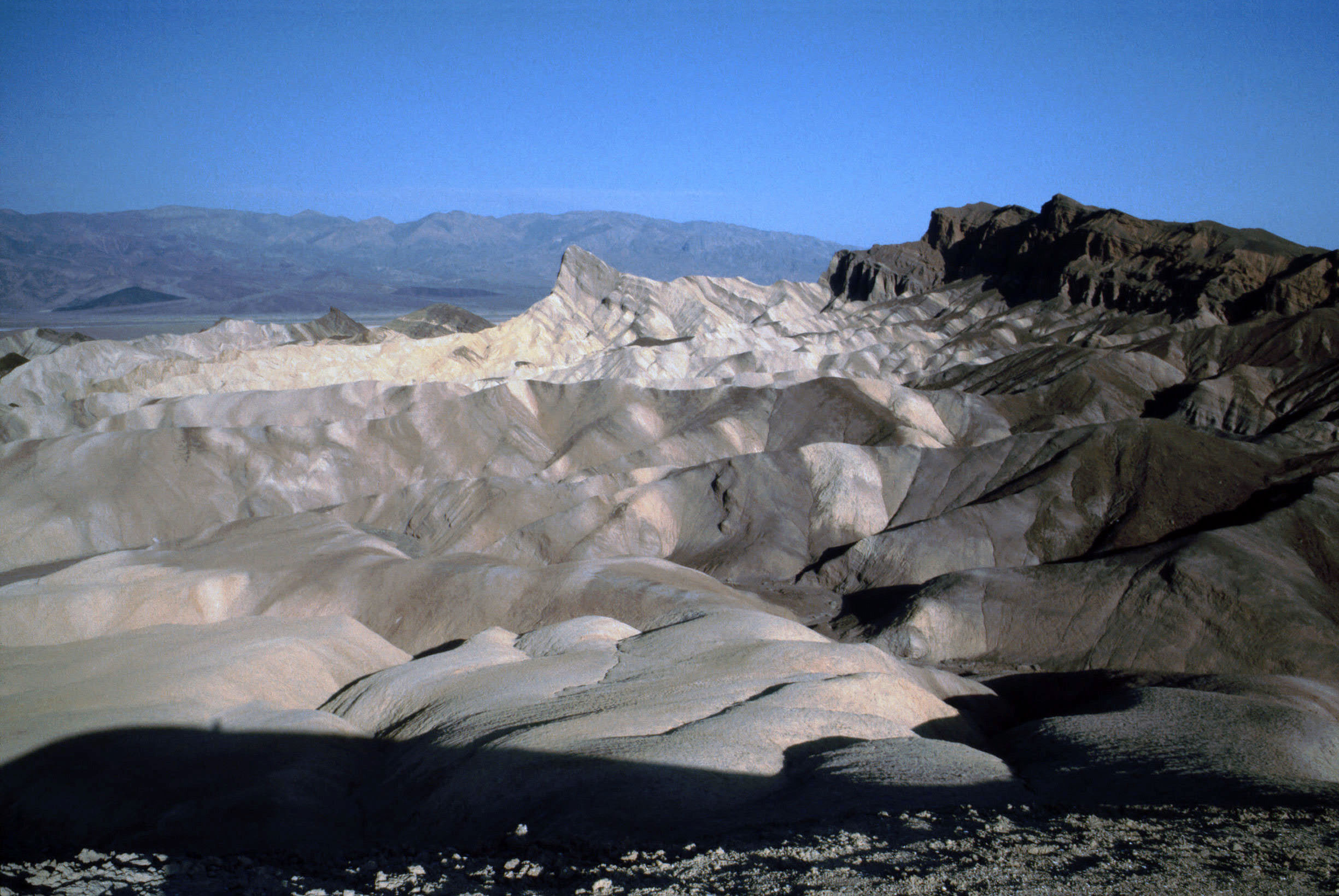
Manly Beacon e la Red Cathedral all'alba da Zabriskie Point
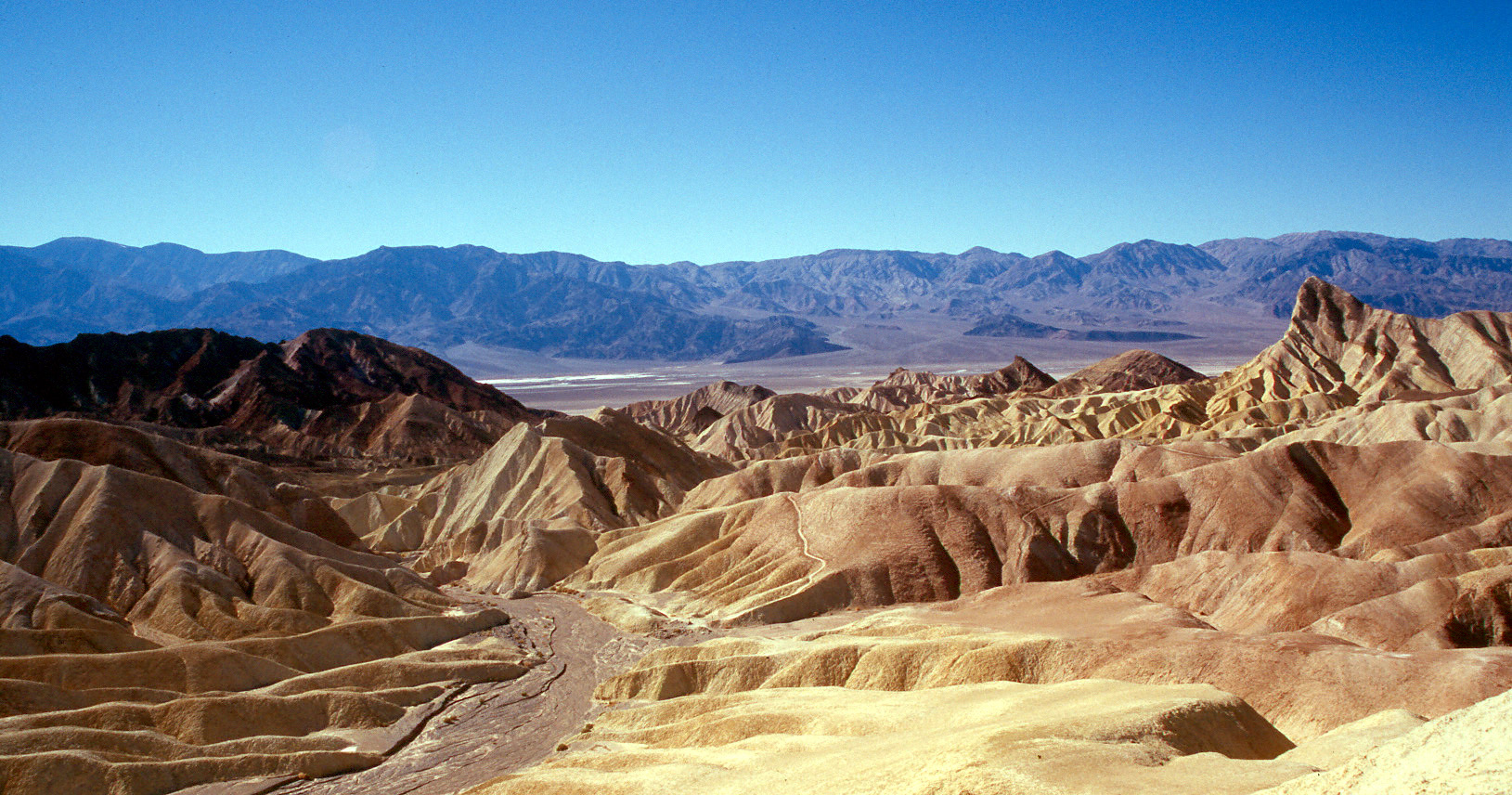
Dal Gower Gulch a Manly Beacon, in lontananza l'oasi di Fournace Creek
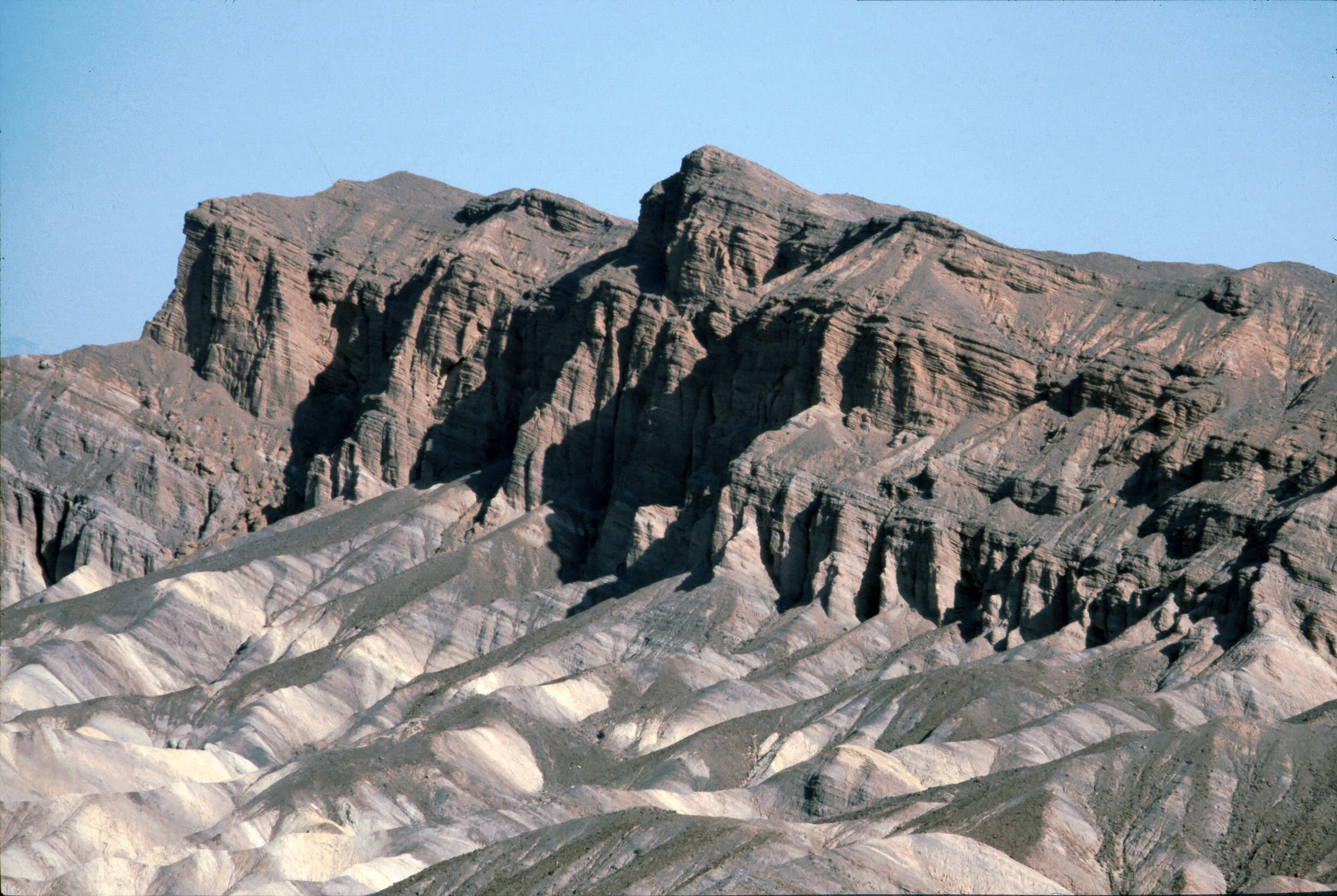
La Red Cathedral da Zabriskie Point
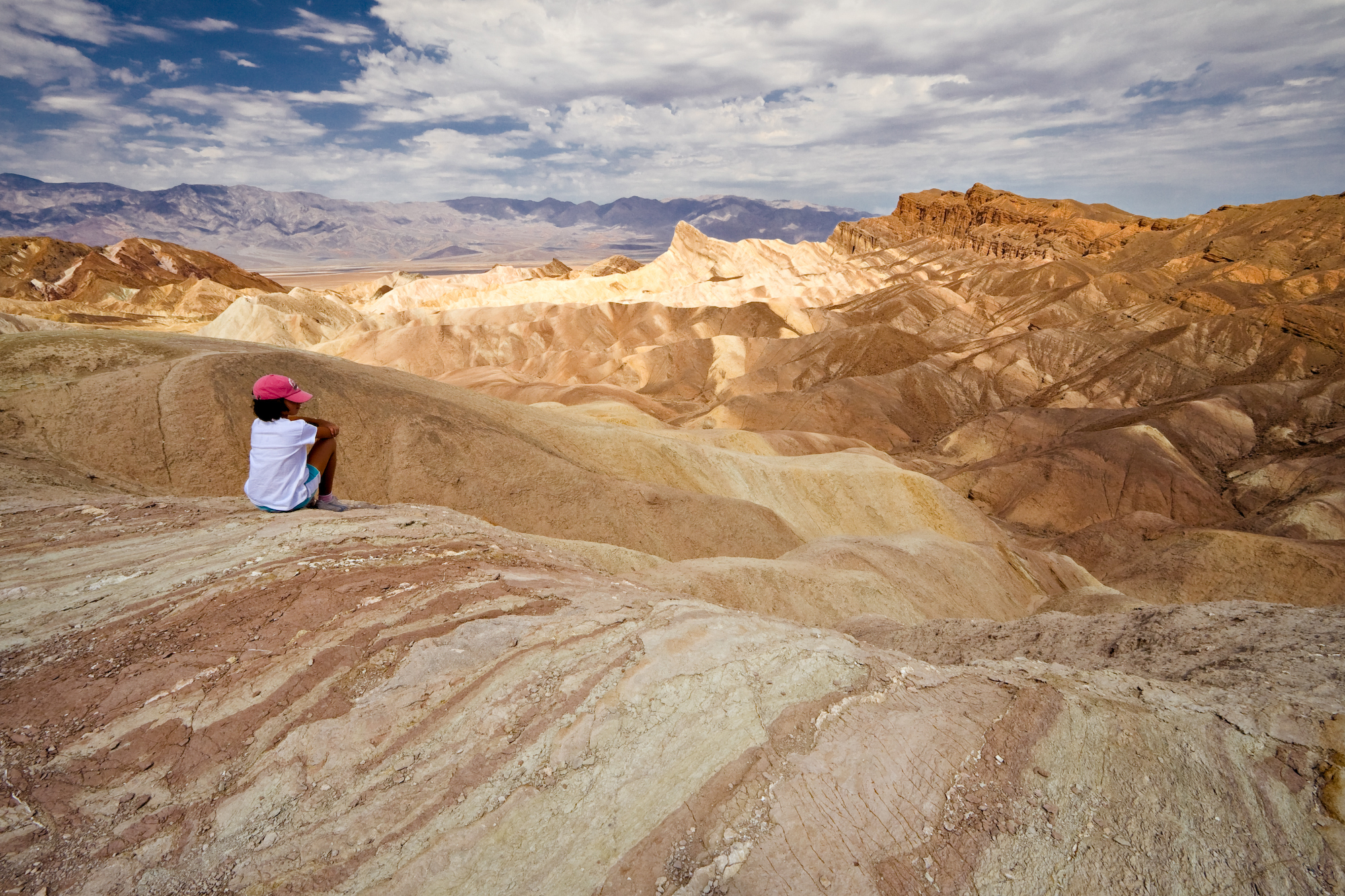
Manly Beacon e la Red Cathedral
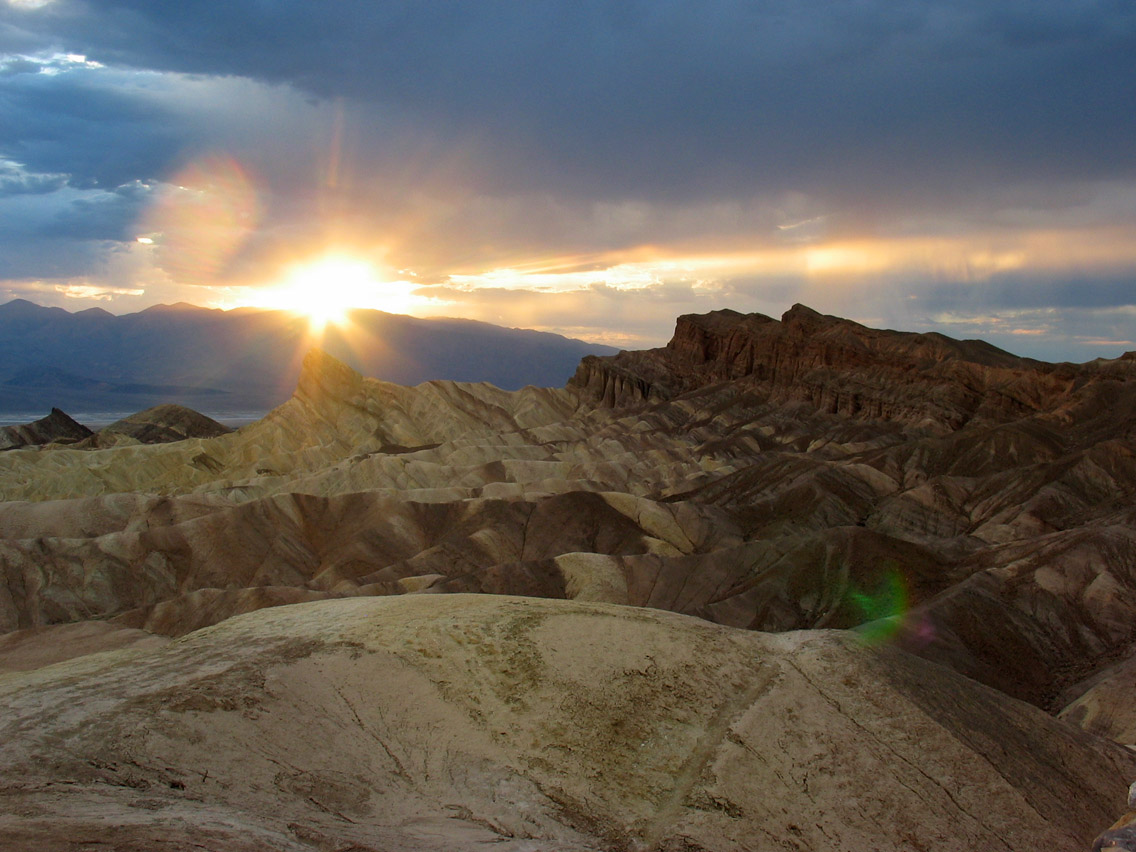
Manly Beacon e la Red Cathedral al tramonto
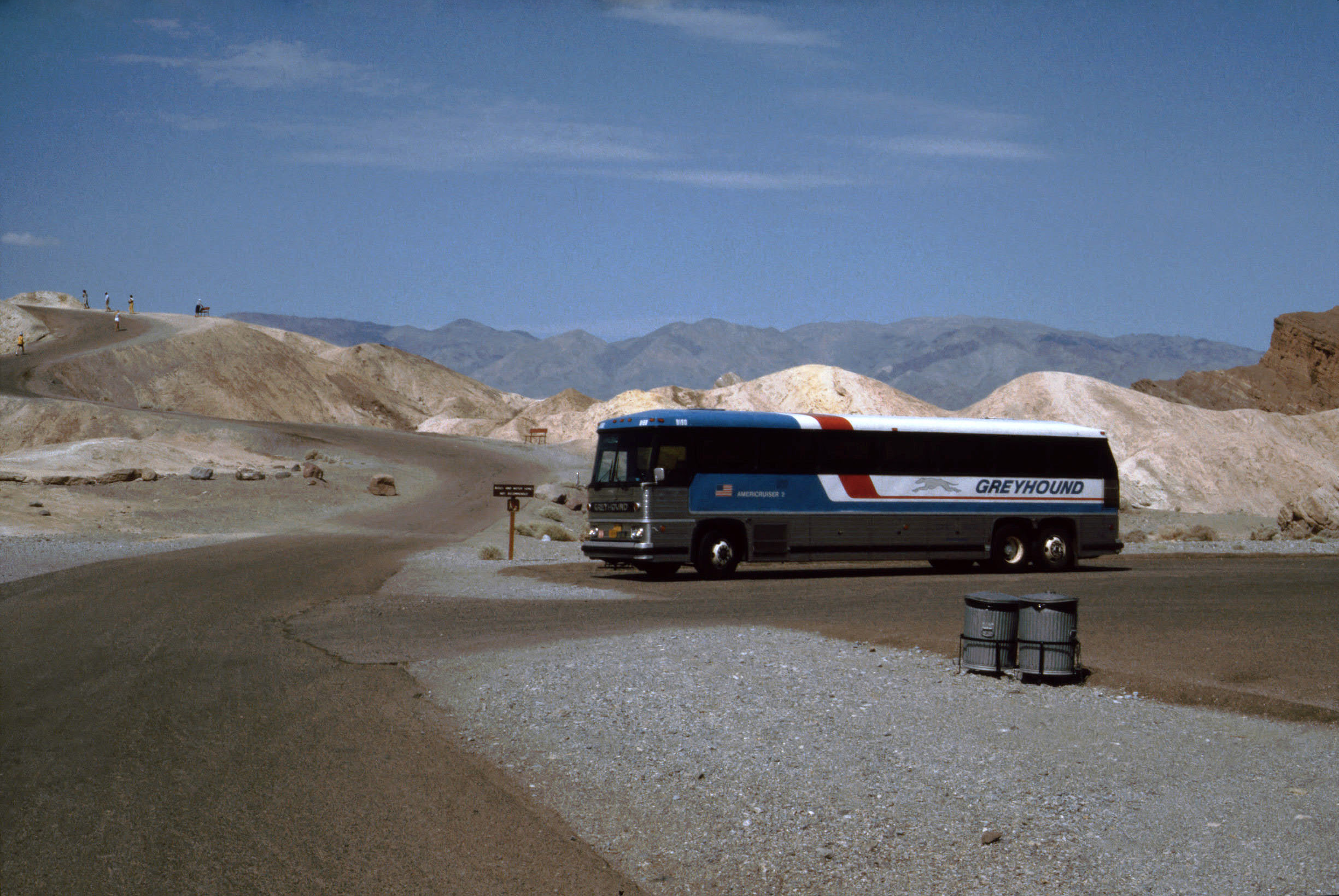
Parcheggio a Zabriskie Point